# Catherine Hubback
Catherine Anne Hubback, née Catherine Anne Austen (1818 - 25 février 1877), est une romancière anglaise, fille de sir Francis Austen et nièce de la romancière anglaise Jane Austen (l'autrice entre autres de Orgueil et Préjugés). Elle écrit elle-même une dizaine de romans, mais c'est le premier d'entre eux, The Younger Sister (La Cadette) qui est le plus notoire, puisqu'il reprend, en le terminant, le roman inachevé de Jane Austen, The Watsons.

## Biographie
Catherine Hubback commence à écrire des œuvres de fiction pour faire vivre sa famille après que son mari a été placé dans une maison de santé à la suite d'une dépression nerveuse.
En 1850, elle écrit — sans doute d'après ses souvenirs des discussions familiales autour du roman de sa tante — le roman La Cadette (The Younger Sister), qui donne une conclusion à The Watsons. Au cours des treize années qui suivent, Catherine Hubback écrit neuf autres romans.
En 1870, elle émigre aux États-Unis, en Californie, où elle s'établit à Oakland avec son second fils Edward. À l'automne de 1876, elle déménage à Gainesville, en Virginie, et y meurt d'une pneumonie le 25 février 1877. Ses romans, qui connaissent alors une certaine popularité, sont aujourd'hui rarement lus et sont difficiles à se procurer. Son apport le plus important est envers l'histoire de la littérature anglaise, pour laquelle elle-même et plus tard sa famille, perpétue l'histoire et les traditions familiales touchant à Jane Austen.

## The Younger Sister
The Watsons, tel qu'on connait ce roman inachevé à travers la publication qu'en a faite James Edward Austen-Leigh, neveu de Jane Austen, en 1871, est généralement considéré comme une œuvre très prometteuse, commencée en 1804, et dont la rédaction a malheureusement été interrompue, peut-être par la mort du père de Jane Austen en 1805.
The Younger Sister, qui parait en trois volumes, est probablement écrit, non à partir d'une copie du roman de sa tante qu'aurait détenue Catherine Hubback, mais plus vraisemblablement d'après ses souvenirs, car Cassandra Austen avait l'habitude de lire en famille les œuvres de sa sœur Jane. C'est d'ailleurs ce qu'affirme la tradition familiale des Austen.
D'ailleurs, The Younger Sister, de façon un peu approximative, reprend dans ses cinq premiers chapitres le texte de The Watsons tel qu'il est connu depuis 1871. La comparaison point par point de The Watsons et du texte correspondant de The Younger Sister fait apparaître une très grande ressemblance, malgré quelques changements de noms, mais le style élégant et alerte de Jane Austen est remplacé par un texte qui prend plus le caractère de notes qu'une copie fidèle de l'original.

## Œuvres
- Catherine Anne Hubback, The younger sister, Londres, T. Cautley Newby, 1850 (lire en ligne)
- Catherine Anne Hubback, The rival suitors, 1857 (lire en ligne)

- Catherine Anne Hubback, The mistakes of a life, T. Cautley Newby, 1863 (lire en ligne)
- Catherine Anne Hubback, May and December, 1854 (lire en ligne)